# Хорю-джи
Хорю-джи (яп. 法隆寺) е будистки храм в град Икаруга в префектура Нара в Япония.

## История
Храмът е основан от принц Shōtoku. В строителството участват основателите на компанията Конго Гуми и е завършено през 607 година. Посветен е на Буда лечител в чест на бащата на принца. Храмът е ударен от мълния е изгорял напълно през 670 г.

## Световно културно наследство
През декември 1993 г. целия храмов комплекс е обявен за обявен за част от световното културно наследство от Юнеско и е поставен под защита като такъв. В аргументите на за това се отбелязва, че в него се намират едни от най-старите сгради, изработени от дърво в света: освен това от архитектурата на храма може да се изследва по какъв начин заедно с проникването на будизма в Япония, от архитектурата на Китай се повлиява и архитектурата на Япония.

## Архитектура
Храмовият комплекс и сградите му представляват най-стария будистки монумент в Япония, построен малко след проникването на будизма в страната и има голямо влияние в последващата религиозна архитектура.
Храмовият комплекс е разделен на източна и западна територия. В западната част се намира Златната зала, както и пететажна пагода. В източната част се намира Залата на сънищата. В комплекса има общежитие на монаси, лекционни зали, трапезарии и бибилиотека. В основния храм се намира статуя на Буда лечител, която е оцеляла по време на пожара през 670 г. В храма се намира павилионът, в който според преданието се намира душата на принц Сетоку.

### Пагода
Пететажната пагода с височина 32,45 м. е едно от най-старите дървени съоръжения в света, което е изпълнено в корейски или китайски стил на династията Тан. Строителството е завършено през 700 година. В основата на пагодата лежи голям камък с ниша за реликви. Тя е и централната светиня на храмовия комплекс.

### Главна зала (кондо)
Сградата kondō, (金堂, свещена зала) е разположена до пагодата и също е една от старите сгради в комплекса. Залата е с размери 18,5 м. на 15,2 м. Залата има два етажа и покривът е завит по краищата. Първият етаж е с двоен покрив. Добавен е по-късно през периода Нара.

### Галерия
- Kudarakan'nondō
- Kondō и пагодата
- Бронзов фенер
- Декорация на покрива Yumedono
- Статуя на охраната
- Reidō and the Cloister of Toin
- Покривна плочка Onigawara
- Орнамент на дракон на покрива
- Комплексът Хорю-джи
- Панорамен изглед